# 高田城
高田城（日语：高田城）是一座位於日本新潟縣上越市的日式城堡。高田城始建於江戶時代。明治時期之後，由於修建軍事設施，高田城內建築被大規模拆除。現在高田城是一座公園。

## 外部連結
- 上越市 （页面存档备份，存于）
- 上越観光ネット　社団法人　上越観光コンベンション協会 （页面存档备份，存于）